# トーマス・ヒックス
トーマス・ヒックス (Thomas J. Hicks, 1876年1月11日- 1963年12月2日) は、イギリス出身のアメリカ合衆国の陸上競技選手である。1904年のボストンマラソンで2位となり、1904年セントルイスオリンピックのマラソンで金メダルを獲得した。

## 経歴

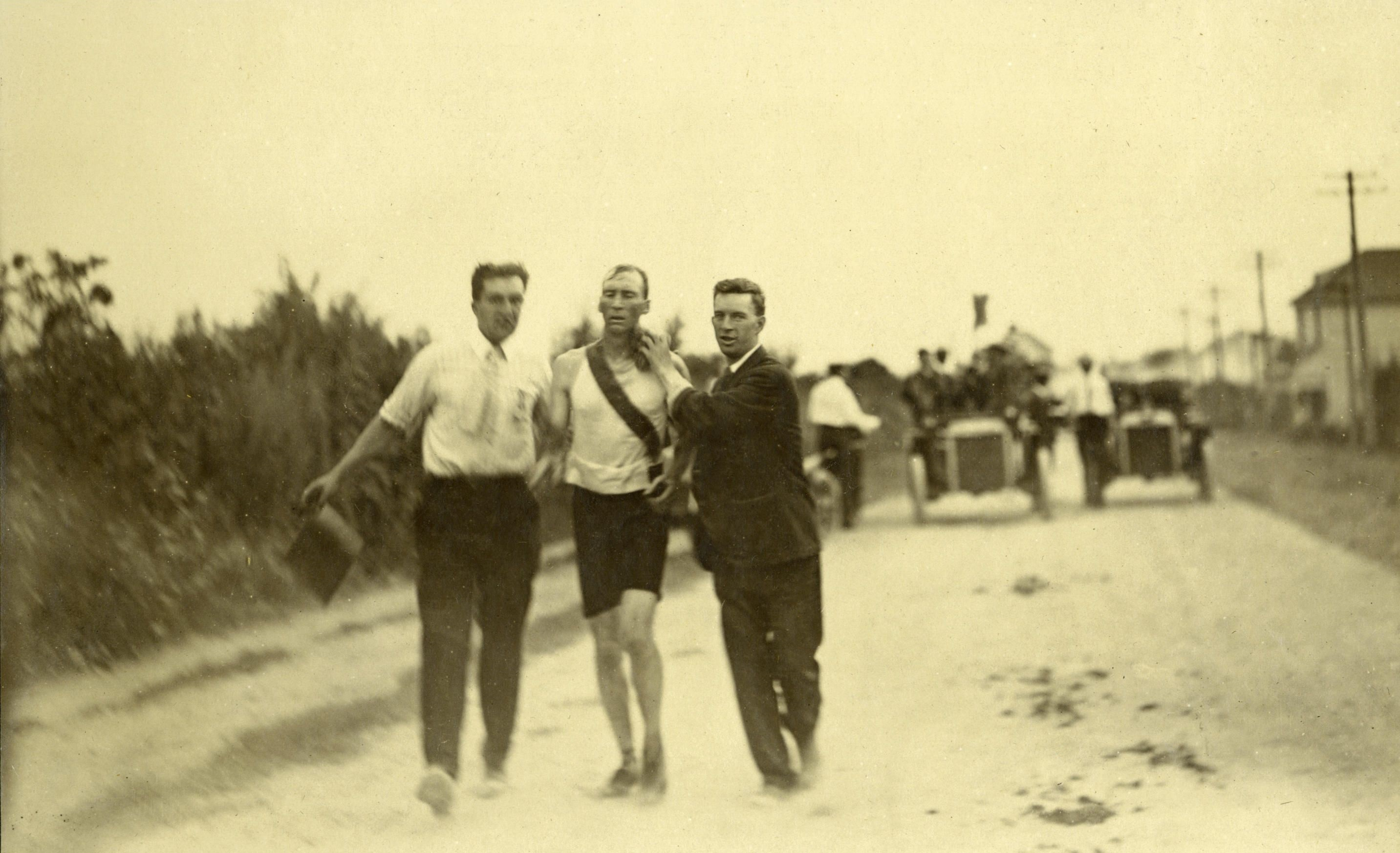
中央がトーマス・ヒックス、
1904年セントルイスオリンピック

イングランドのバーミンガム生まれで、後にアメリカ合衆国に移住した。マサチューセッツ州のケンブリッジに定住して、真鍮加工の労働者として働いていた。
セントルイスオリンピックのマラソン競技は40度近い猛暑の中で31選手が参加して行われた。1着でゴールインしたのはアメリカのフレッド・ローツであったが、途中区間を自動車で移動するという不正があったため、1時間遅れの2着でゴールインしたヒックスが金メダルを獲得した。
しかし、ヒックスも現在では禁止薬物とされているストリキニーネとブランデーを摂取していた。彼は1mgのストリキニーネを1服摂取したがあまり長続きしなかったためもう1服した。その結果として、棄権せずにゴールテープを切ることができ、ローツの失格で繰り上がりの金メダルとなったが、もしもう1服していたら命にかかわっていた可能性がある。